# Bhilai
Bhilai (Hindi: भिलाई, Bhilāī; auch Bhilainagar oder Bhilai Nagar) ist eine Stadt (Municipal Corporation) im Distrikt Durg im indischen Bundesstaat Chhattisgarh.
Sie hatte beim Zensus 2011 rund 625.000 Einwohner.
Sie liegt direkt an der Eisenbahnverbindung Mumbai-Haora und ist 40 Kilometer von Raipur, der Hauptstadt Chhattisgarhs und 11 Kilometer von Durg, entfernt. Die Stadt ist Teil der Agglomeration Durg-Bhilai mit rund einer Million Einwohnern.
Bhilai hat eines der größten Stahlwerke Indiens (Bhilai Steel Plant) mit mehr als 50.000 Mitarbeitern. Das von der Steel Authority of India betriebene Werk war ein sowjetisch-indisches Gemeinschaftsprojekt und nahm 1959 seine Produktion auf. Es bezieht Eisenerz aus eigenen Minen südlich von Bhilai. Viele Gesundheitseinrichtungen und Schulen der Stadt werden vom Stahlwerk betrieben. Seit 1986 gibt es universitäre Ausbildung im Bhilai Institute of Technology.
Mit dem Bau des Stahlwerkes wurde Bhilai als Planstadt entwickelt. Sie ist in voneinander unabhängigen Sektoren – mittlerweile existieren 16 – eingeteilt und aufgebaut, von denen jeder mit Schulen, Gesundheitszentrum und Einkaufskomplex ausgestattet ist.

## Klima
Das Klima in Bhilai ist tropisch. In den Sommermonaten Juni bis September, während der Monsunzeit, fallen die meisten Niederschläge. Der durchschnittliche Jahresniederschlag beträgt 1188 mm. Die Jahresmitteltemperatur liegt bei 26,6 °C.
|                       | Jan  | Feb  | Mär  | Apr  | Mai  | Jun  | Jul  | Aug  | Sep  | Okt  | Nov  | Dez  |   |      |
| Mittl. Tagesmax. (°C) | 27,6 | 30,4 | 34,8 | 39,0 | 42,1 | 37,5 | 30,3 | 29,9 | 30,8 | 31,0 | 29,0 | 27,4 | ⌀ | 32,5 |
| Mittl. Tagesmin. (°C) | 13,1 | 15,7 | 19,8 | 24,7 | 28,6 | 26,9 | 24,1 | 24,0 | 23,9 | 21,2 | 15,5 | 12,8 | ⌀ | 20,9 |
|                       |      |      |      |      |      |      |      |      |      |      |      |      |   |      |
| Niederschlag (mm)     | 5    | 11   | 30   | 10   | 15   | 172  | 352  | 306  | 228  | 54   | 1    | 4    | Σ | 1188 |

| 13,1 |

| 15,7 |

| 19,8 |

| 24,7 |

| 28,6 |

| 26,9 |

| 24,1 |

| 24,0 |

| 23,9 |

| 21,2 |

| 15,5 |

| 12,8 |

| 13,1 |

| 15,7 |

| 19,8 |

| 24,7 |

| 28,6 |

| 26,9 |

| 24,1 |

| 24,0 |

| 23,9 |

| 21,2 |

| 15,5 |

| 12,8 |

## Söhne und Töchter der Stadt
- Tejal Shah (* 1979), Fotografin, Video- und Installationskünstlerin und LGBT-Aktivistin
- Rashi Singh (* 1999), Schauspielerin